# Hit Me Like a Man
Hit Me Like a Man é o segundo EP da banda de rock americana The Pretty Reckless, The Pretty Reckless, lançado em 2 de março de 2012 pela Interscope Records. O EP contém três músicas novas, bem como as performances ao vivo de "Make Me Wanna Die" e "Since You're Gone", originalmente incluídas no álbum de estúdio da banda, Light Me Up (2010), que foram gravados no Hammersmith de Londres Apollo nos dias 4 e 5 de novembro de 2011.
Em apoio ao EP, The Pretty Reckless embarcou em uma turnê norte-americana chamada The Medicine Tour em março e abril de 2012, seguido de datas no Hey Cruel World... Tour de Marilyn Manson, em abril e maio de 2012.

## Recepção crítica
| Críticas profissionais | Críticas profissionais |
| Avaliações da crítica  | Avaliações da crítica  |
| Fonte                  | Avaliação              |
| ---------------------- | ---------------------- |
| AllMusic               | [ 3 ]                  |
| Digital Spy            | [ 4 ]                  |

Robert Copsey, da Digital Spy, elogiou o EP como "uma coleção de músicas maravilhosamente salazes e sem vergonha, que nas músicas de hoje são extremamente deficientes de serem encontradas".
Stephen Thomas Erlewine, do AllMusic, viu as três novas músicas do EP como "melhor do que a" estréia prazererosa e culpada da banda em "Light Me Up", concluindo: "Claro, a ex-atriz infantil [Taylor] Momsen pode ter agindo para a rebelião adolescente em um grande estágio e sua imaginação pode ser limitada, mas ela não é engessada e o sincero sentimento do single Hit Me Like a Man é estranhamente atraente".

## Faixas
| N.º            | Título                        | Duração |  |
| 1.             | "Make Me Wanna Die (ao vivo)" | 4:12    |  |
| 2.             | "Hit Me Like a Man"           | 3:33    |  |
| 3.             | "Under the Water"             | 4:03    |  |
| 4.             | "Since You're Gone (ao vivo)" | 3:25    |  |
| 5.             | "Cold Blooded"                | 4:43    |  |
| Duração total: | Duração total:                | 19:56   |  |

## Desempenho
| Chart (2012)                     | Maior posição |
| -------------------------------- | ------------- |
| Estados Unidos (Top Rock Albums) | 44            |

## Créditos
Créditos adaptados das letras das faixas de Hit Me Like a Man EP.
| The Pretty Reckless - Taylor Momsen – vocais - Ben Phillips – guitarra (todas as faixas); vocais de apoio (faixas 1, 4) - Mark Damon – baixo - Jamie Perkins – bateria | Produção - Jon Cohan – téc. bateria (faixas 2, 3, 5) - Jeff Kazee – orgão (faixa 5) - Kato Khandwala – engenheiro, mixagem, produção (todas as faixas); programação (faixas 1, 4); guitarra, teclado, strings (faixas 2, 3); gravação (faixas 2, 3, 5) - Brian Robbins – assistente de engenharia (faixa 3) |